# Parc Nacional de Nordenskiöld Land
El Parc Nacional de Nordenskiöld Land (en noruec: Nordenskiöld Land nasjonalpark) es troba a l'illa de Spitsbergen, a l'arxipèlag de Svalbard, Noruega. Va ser inaugurat el 2003.